# National Trust for Jersey
Il National Trust for Jersey è un'associazione non profit che punta a conservare e salvaguardare i luoghi di interesse storico, estetico e naturale nel Jersey.
Fondato nel 1936 il Trust, ora è il più grande proprietario terriero dell'isola, occupandosi di oltre 130 luoghi, infatti cura circa 1.000 vergée (2 km²; 500 acri circa) di terra con 16 costruzioni storiche, queste terre e costruzioni sono gestite secondo le politiche di conservazione allo scopo di assicurare la loro conservazione permanente a favore dell'isola.

## Elenco luoghi
- La Ronce[1] - Saint Ouen
- Le Rât[2] - Saint Lawrence
- Louvain[3] - Saint Clement
- Summerleigh[4] - Saint Clement
- Morel Farm[5] - Saint Lawrence
- La Vallette[6] - Saint John
- The Elms[7] - Saint Mary
- Hamptonne[8] - Saint Lawrence
- Don Hilton[9] - Saint Ouen Bay
- Câtel Fort[10] - Saint Helier
- Victoria Tower[11] - Saint Catherines
- Grève de Lecq Barracks[12] - Saint Mary
- Le Moulin de Quétivel[13] - Saint Peter
- Le Moulin de Tesson[14] - Saint Peter
- Le Don Sparke-Davies - Trinity
- Lavoir de la Rue des Prés[15] - Grouville

## Terre gestite
- La Vallee des Vaux[16] - Saint Helier
- Fern Valley[17] - Saint Helier
- St Peter's Valley[18] - Saint Peter
- Portelet Common - Saint Brelade
- Le Noir Pre[19] - Saint Ouen
- La Mare au Seigneur[20] - Saint Ouen
- Grantez - Saint Ouen
- L'Etacq - Saint Ouen
- Col de La Rocque - Saint Mary
- Le Don Paton[21] - Saint John
- Le Grand Cotil de Boulay - Trinity
- Le Saie[22] - Saint Martin
- Les Maltieres[23] - Grouville
- Le Hocq - Saint Clement

## Galleria d'immagini
Alcune immagini delle proprietà gestite dal National Trust of Jersey:

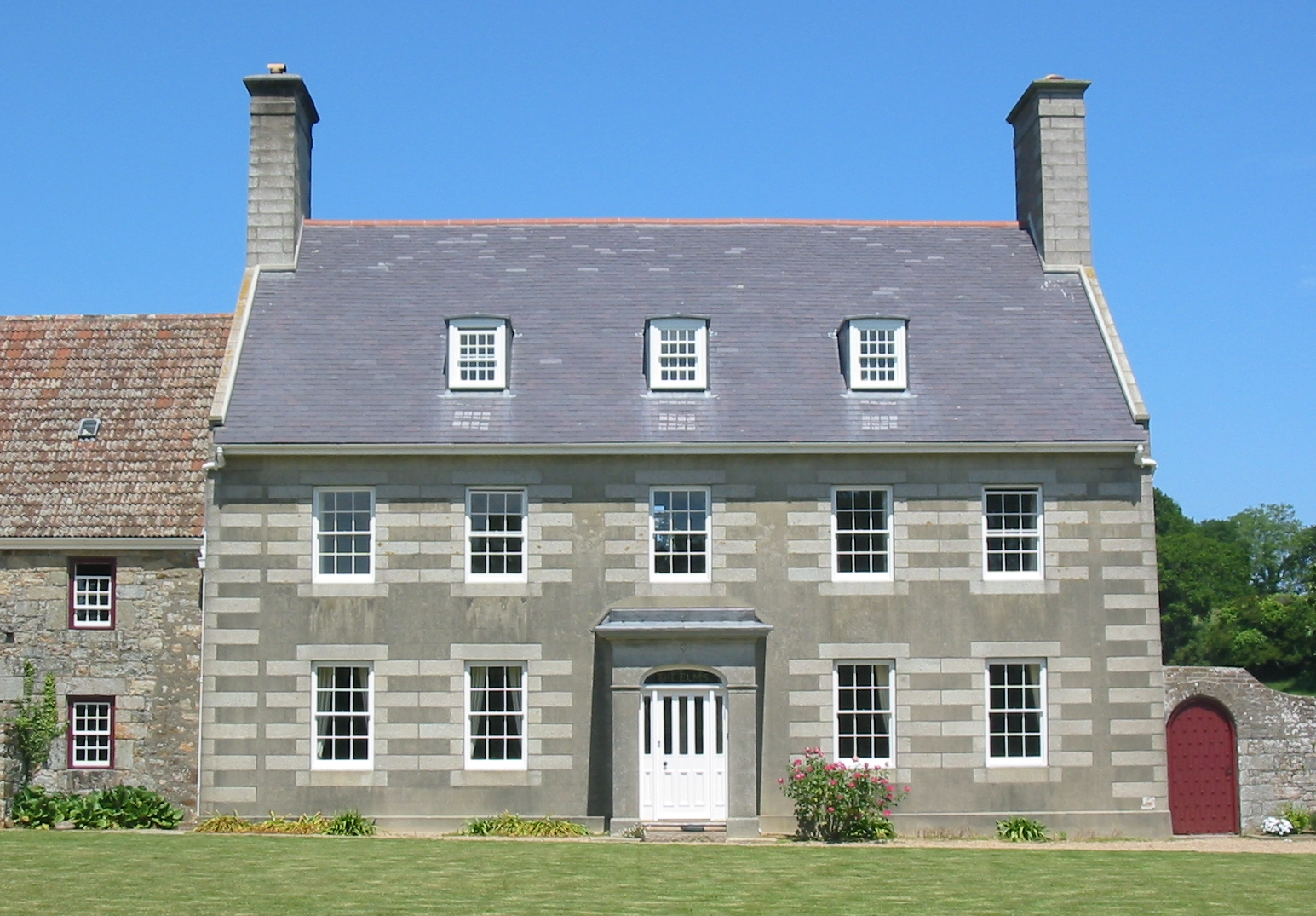
The Elms in St. Mary è la sede del National Trust for Jersey
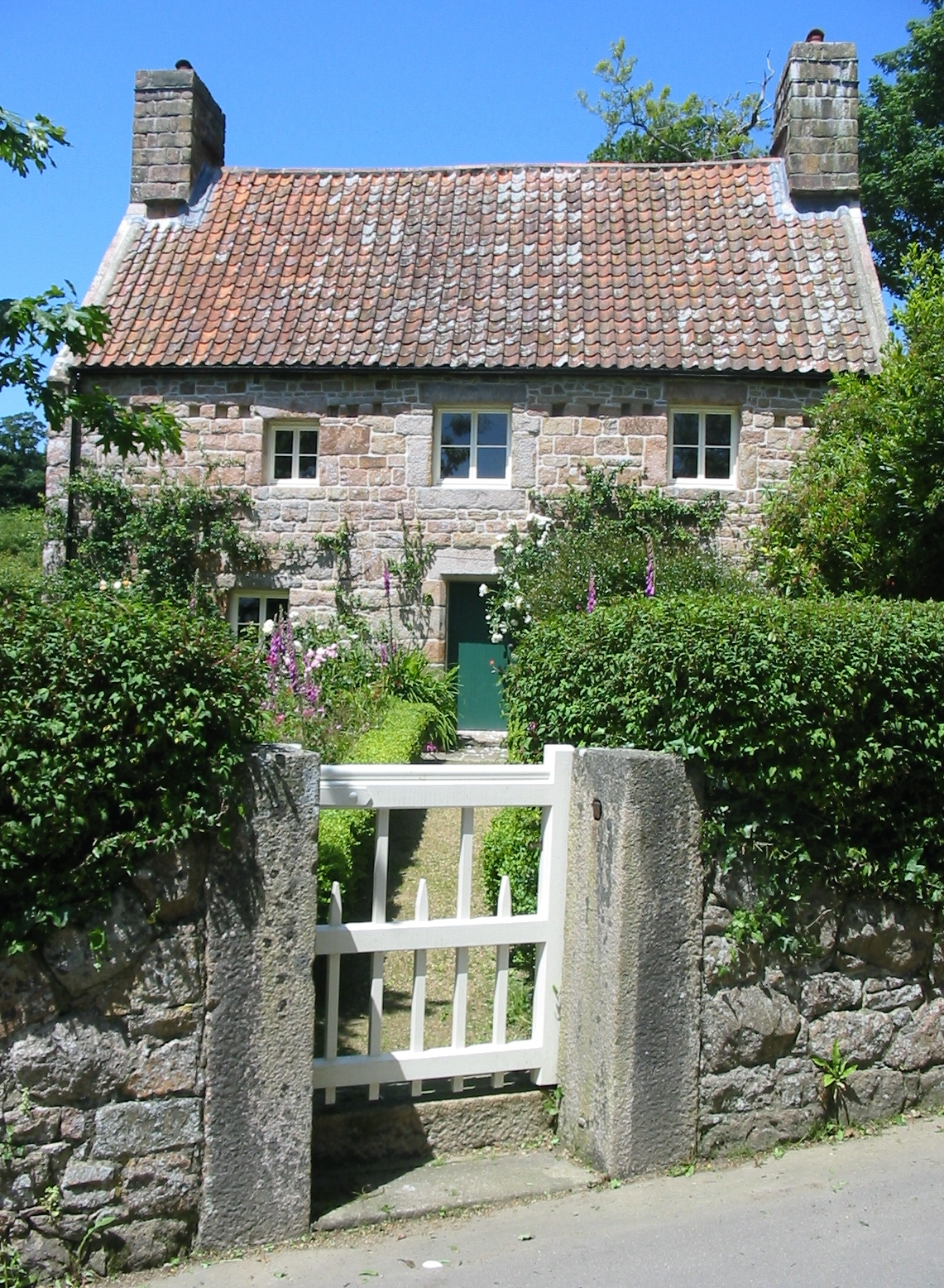
Le Rât
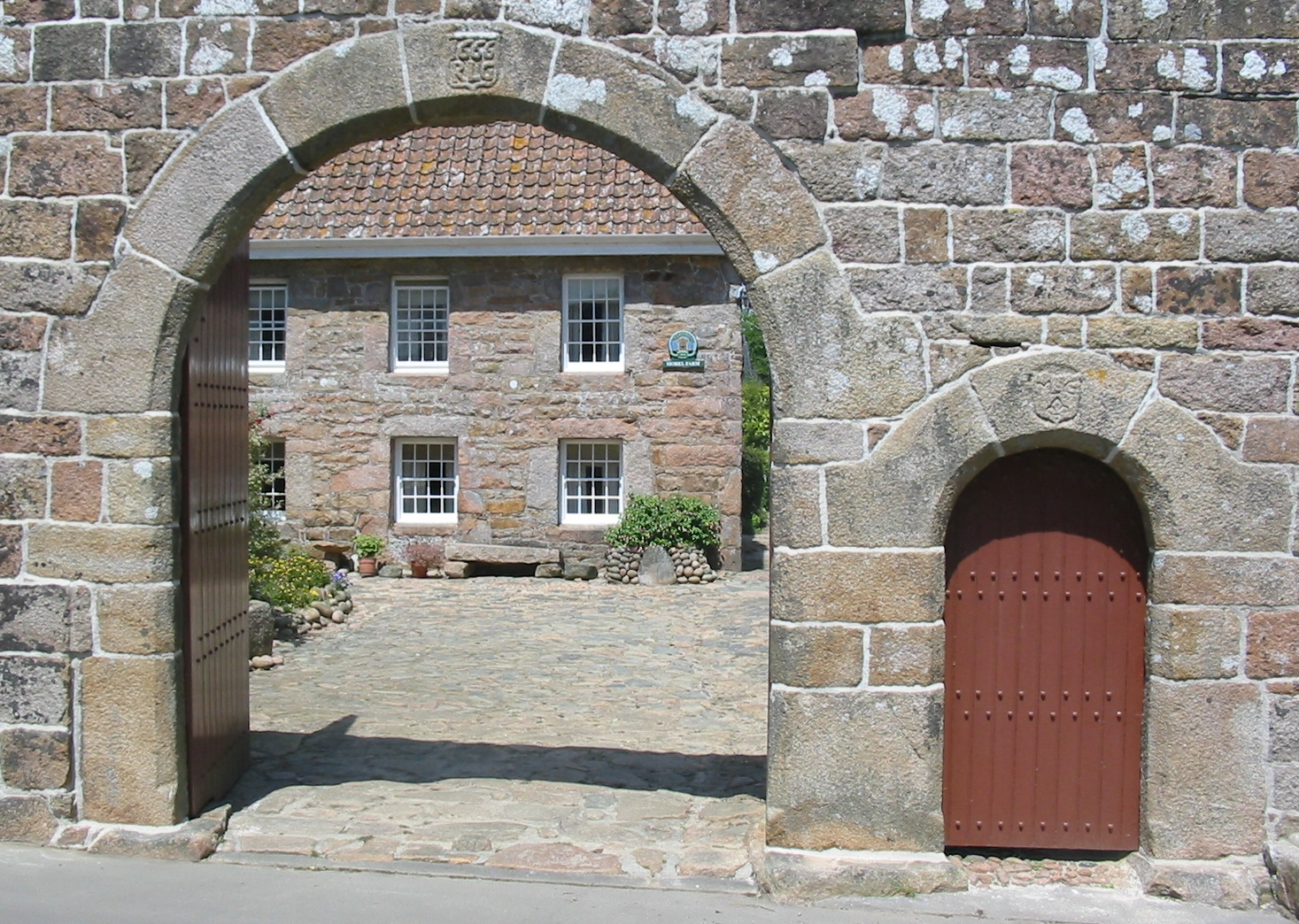
Morel Farm
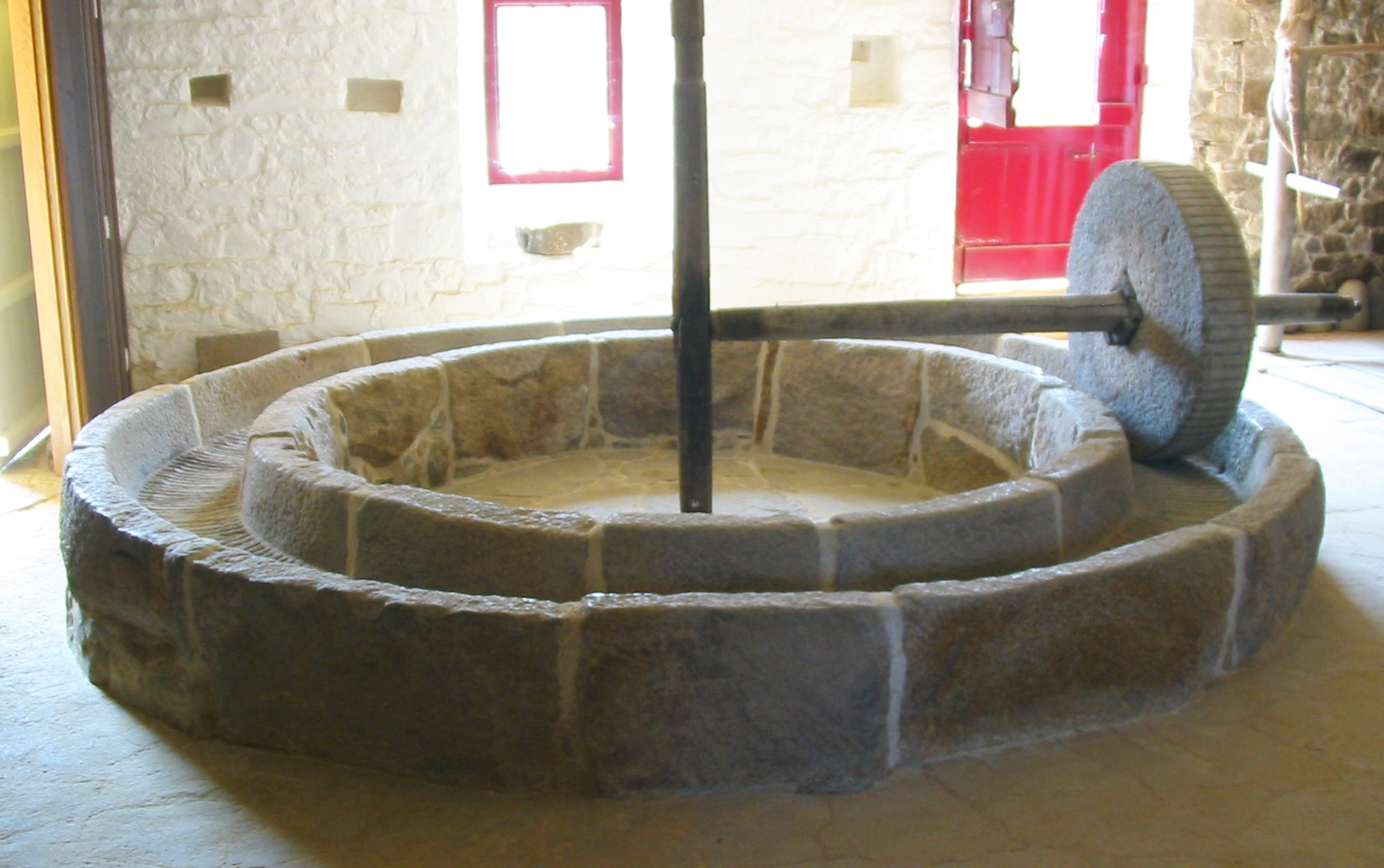
Apple crusher at Morel Farm
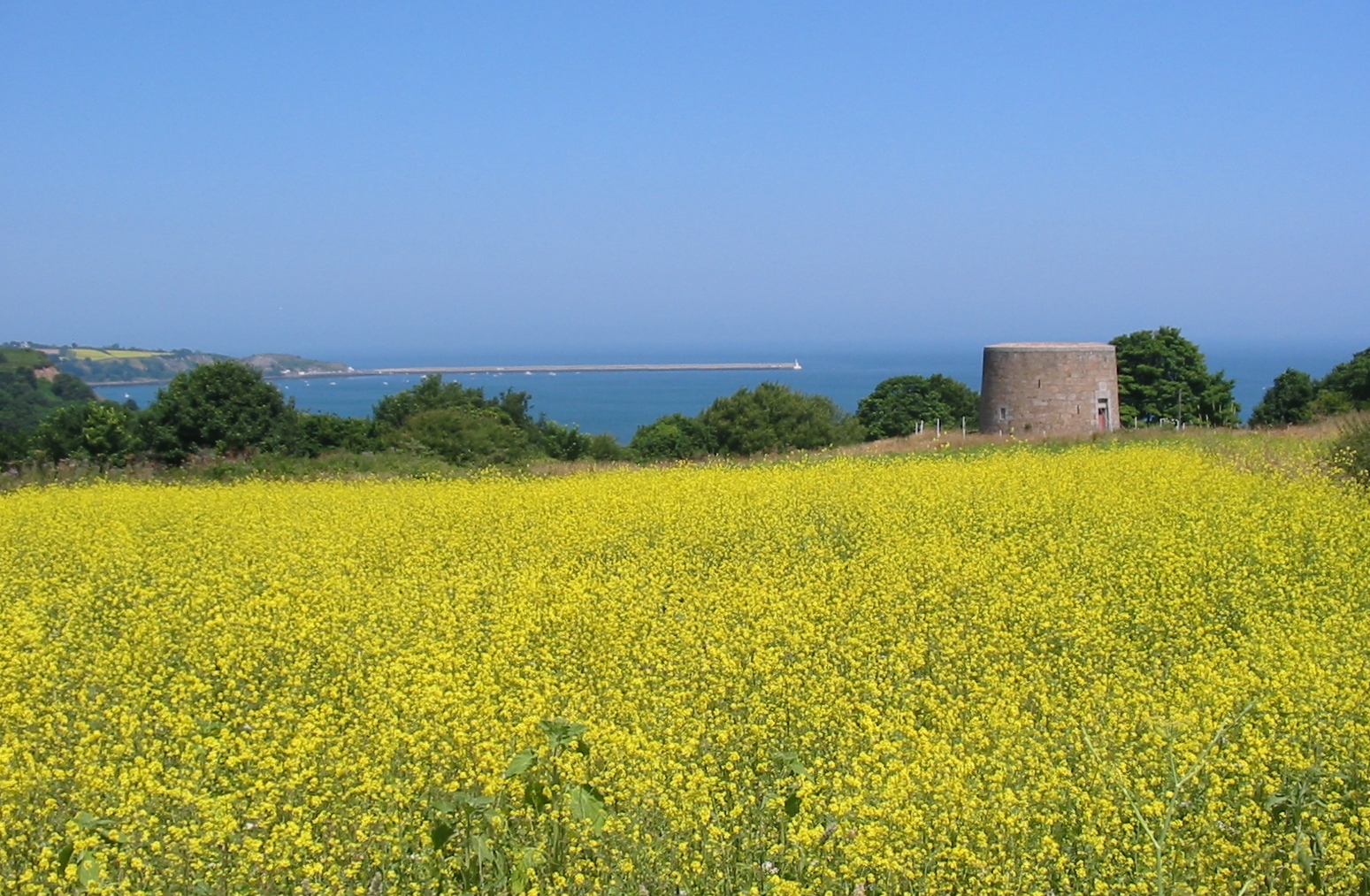
Victoria Tower
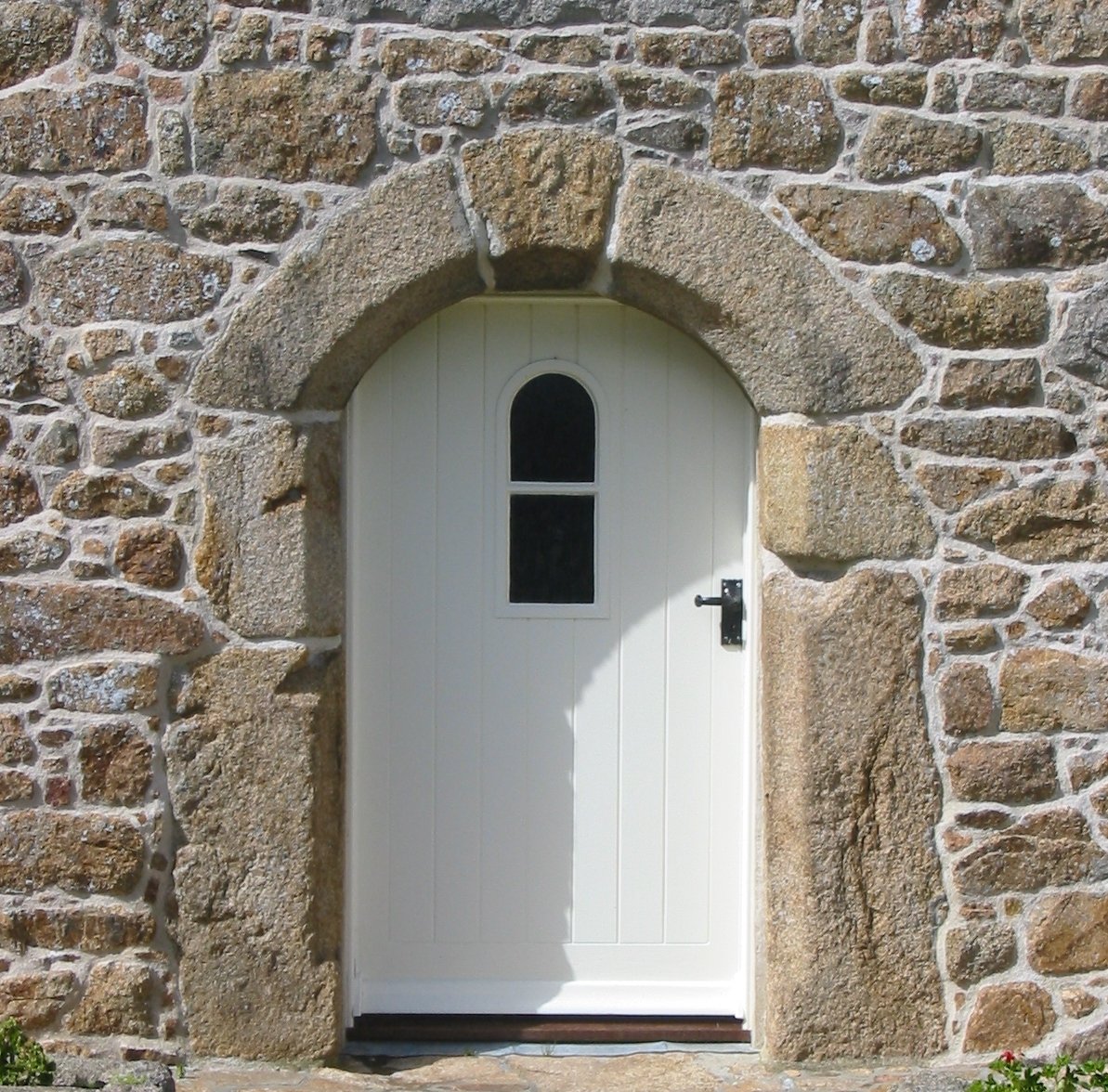
Doorway of La Ronce
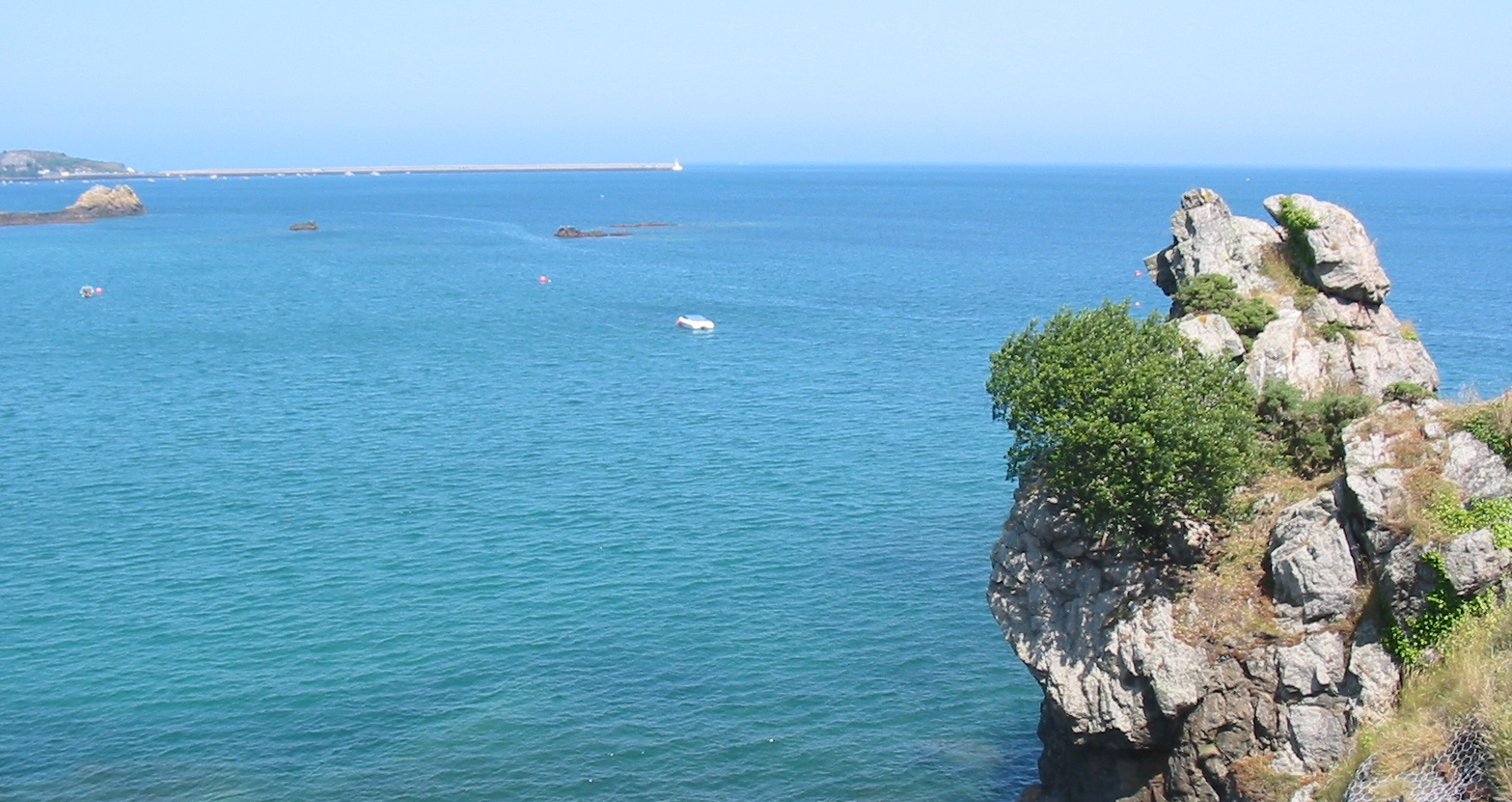
Le Saut Geffroy (Geffroy's Leap)
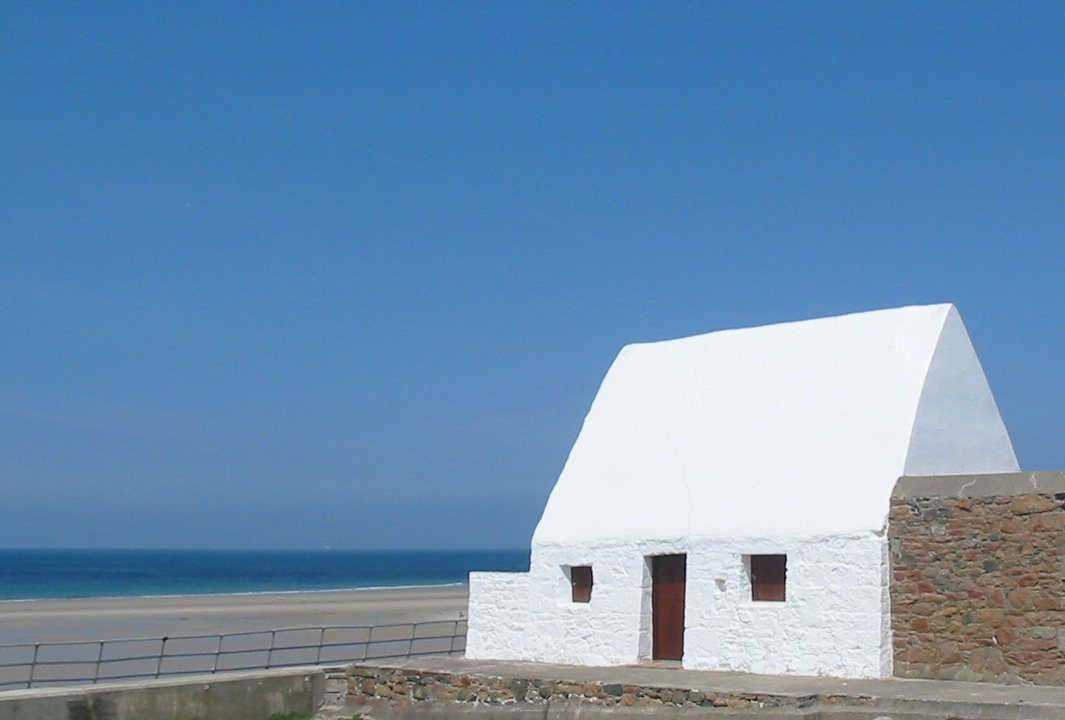
La Cauminne a Mary Best
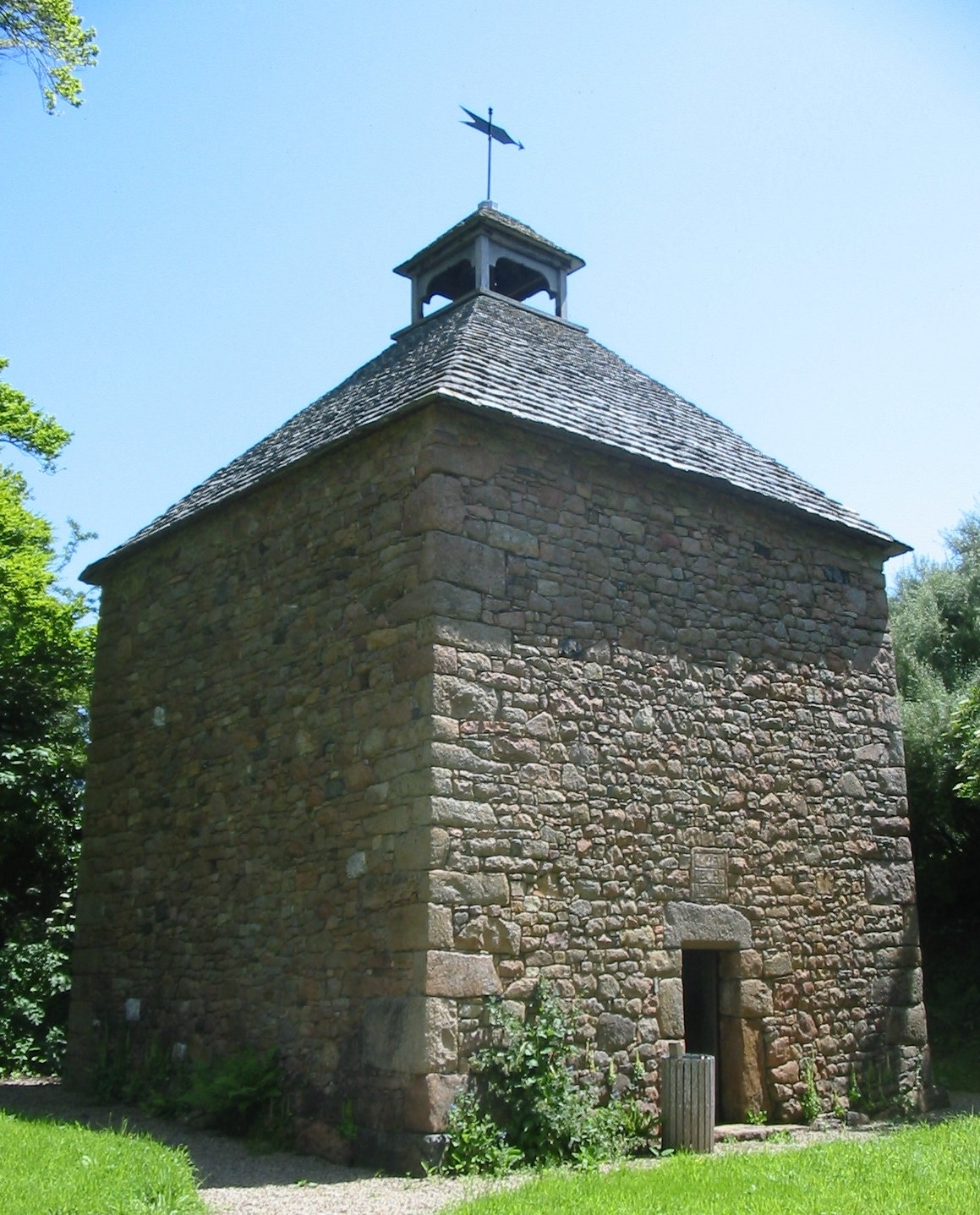
Hamptonne è posseduto dal National Trust for Jersey, ma è amministrato dal Jersey Heritage Trust come Country Life Museum
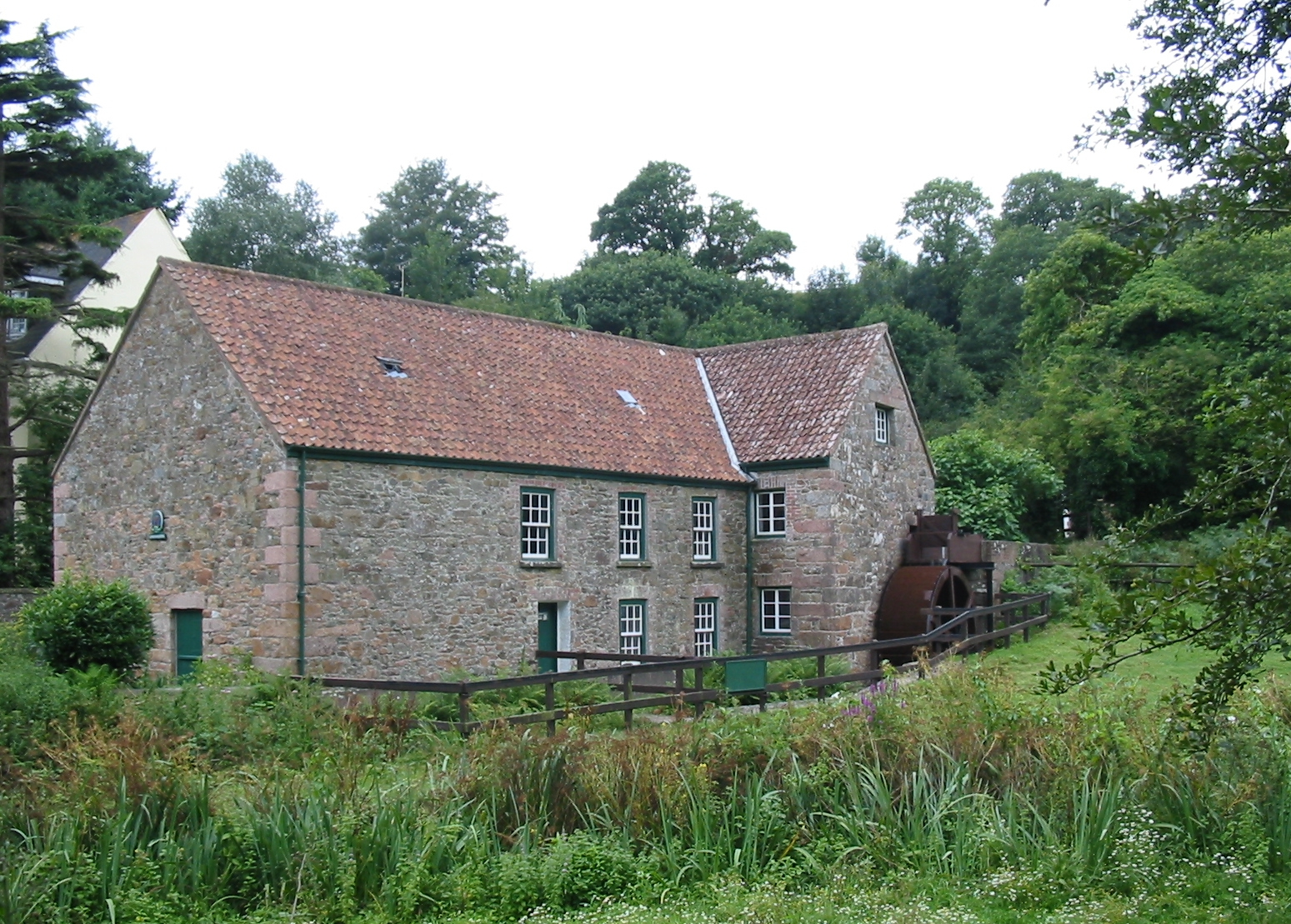
Le Moulin de Quétivel (Il mulino di Quétivel)
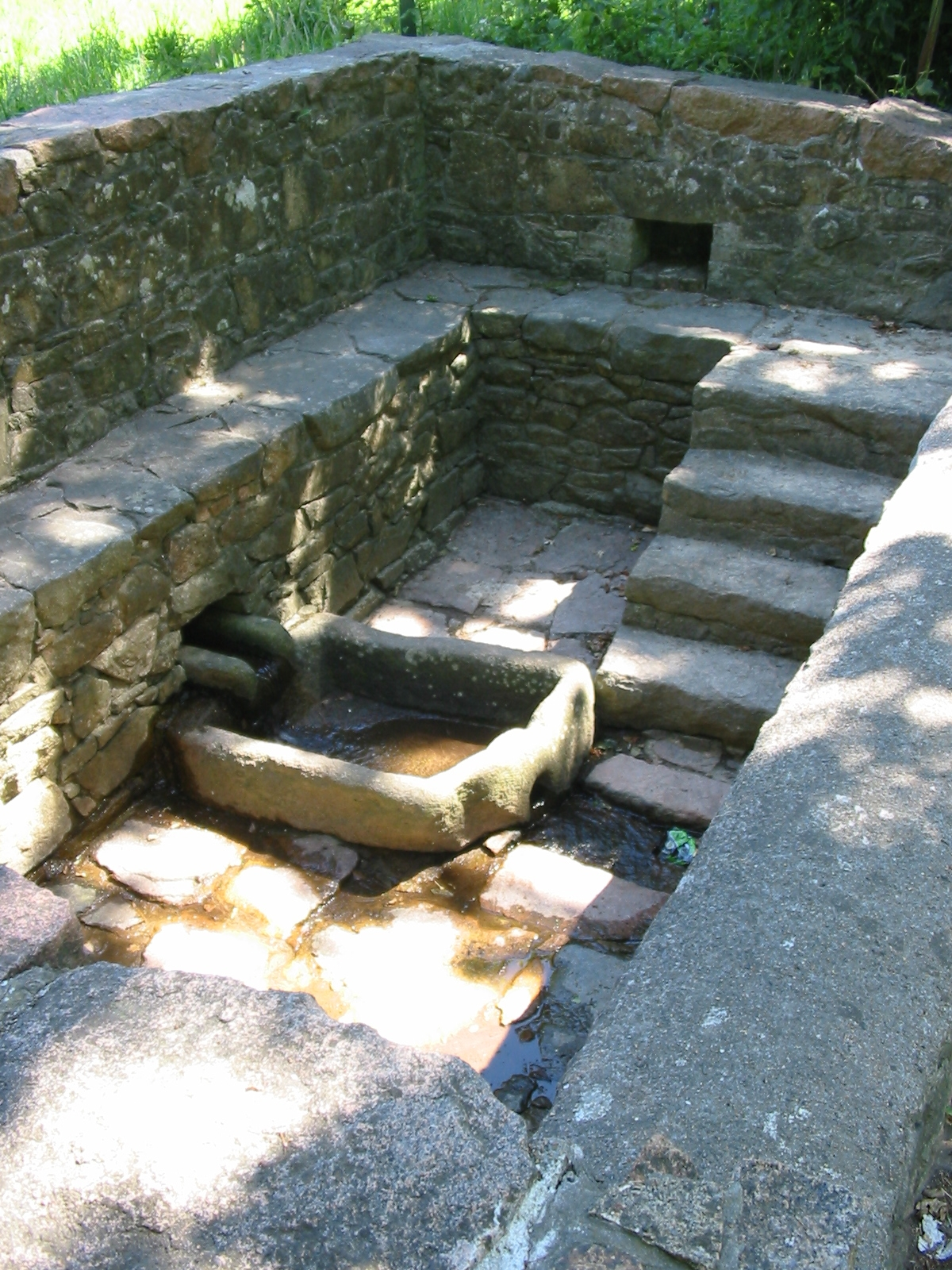
Lavoir de la Rue des Prés (Il lavatoio della via dei prati)